# Fissurisepta manawatawhia
Fissurisepta manawatawhia là một loài keyhole limpet, là động vật thân mềm chân bụng sống ở biển trong họ Fissurellidae.